# Norvég női labdarúgó-válogatott
A norvég női labdarúgó-válogatott képviseli Norvégiát a nemzetközi női labdarúgásban. A csapatot a norvég labdarúgó-szövetség irányítja. A válogatott egyszer nyert világbajnokságot (1995); két alkalommal Európa-bajnokságot (1987, 1993) és egy olimpiai bajnoki címmel is büszkélkedhetnek.

## Történelem

### Stadionok
A nemzeti csapat története során Norvégia több stadionjában is pályára lépett. A férfi válogatott rendelkezésére álló nemzeti stadionban alkalmanként kaptak lehetőséget a szüvetségtől, de nem volt állandó fellépésük. 2012. szeptember 15-én – a Belgium ellen lejátszott 3–2 arányban megnyert Európa-bajnoki selejtezőn – 12 év után első alkalommal rendeztek nemzetközi női mérkőzést az Ullevaal Stadionban.

### Szövetségi kapitányok
- Per Pettersen (1978–1982)
- Erling Hokstad (1983–1985)
- Erling Hokstad és  Dag Steinar Vestlund (1985–1989)
- Even Pellerud (1989–1996)
- Per-Mathias Høgmo (1996–2000)
- Åge Steen (2000–2004)
- Bjarne Berntsen (2005–2009)
- Eli Landsem (2009–2012)
- Even Pellerud (2012–2015)
- Roger Finjord (2015–2016)
- Leif Gunnar Smerud (2016)
- Martin Sjögren (2017–2022)
- Hege Riise (2022–)

## Sikerek

### Vb-szereplés
- 1991 – Ezüstérmes
- 1995 – Aranyérmes
- 1999 – 4. hely
- 2003 – Negyeddöntős
- 2007 – 4. hely
- 2011 – Csoportkör
- 2015 – Nyolcaddöntő
- 2019 – Negyeddöntő
- 2023 –

### Eb-szereplés
- 1979 – Csoportkör (nem hivatalos rendezvény)
- 1984 – Előselejtező
- 1987 – Aranyérmes
- 1989 – Ezüstérmes
- 1991 – Ezüstérmes
- 1993 – Aranyérmes
- 1995 – Elődöntős
- 1997 – Negyeddöntős
- 2001 – Elődöntős
- 2005 – Ezüstérmes
- 2009 – Elődöntő
- 2013 – Ezüstérmes
- 2017 – Csoportkör
- 2022 – Csoportkör

### Olimpia
A női olimpiai csapatoknál nincs korhatár

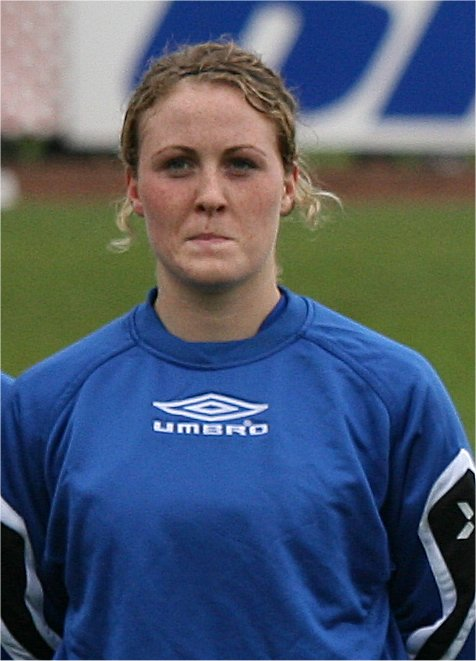
Isabell Herlovsen 67 találatával a válogatott legeredményesebb játékosa

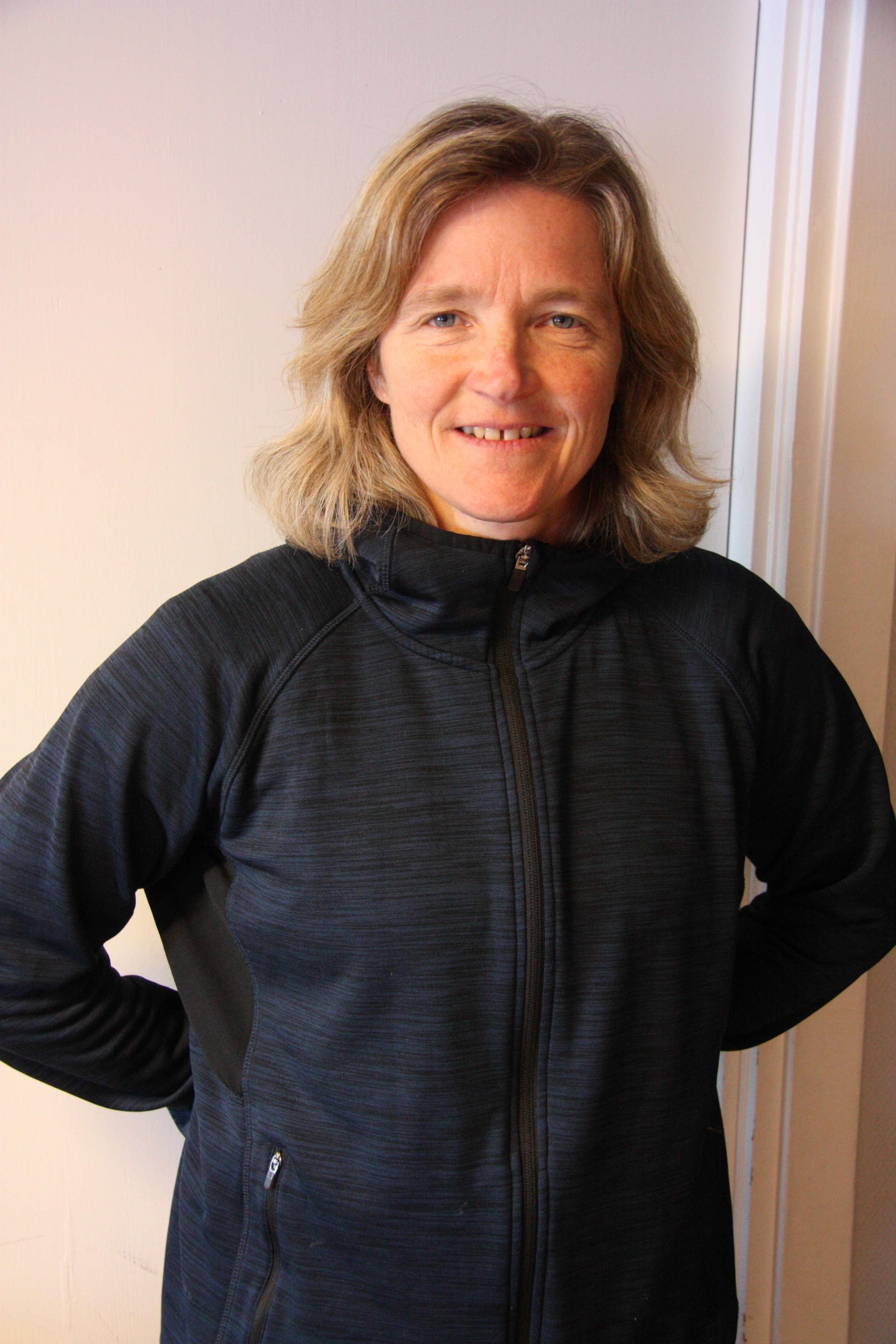
Hege Riise a legtöbb mérkőzésen lépett pályára hazája színeiben

- 1996 – Bronzérmes
- 2000 – Aranyérmes
- 2004 – nem jutott be
- 2008 – Negyeddöntő
- 2012 – nem jutott be
- 2016 – nem jutott be
- 2020 – nem jutott be

## Játékoskeret
A 2023-as női labdarúgó-világbajnokságra kinevezett keret. A játékosok életkora, válogatottsági részvétele és válogatott találatai, valamint egyesülete 2023. július 20-i állapotnak megfelelően vannak feltüntetve. 
| Szám | Poszt | Név                    | Születési dátum / Kor         | Válogatottság | Gólok | Klub                   |
| ---- | ----- | ---------------------- | ----------------------------- | ------------- | ----- | ---------------------- |
| 1    | K     | Cecilie Fiskerstrand   | 1996. március 20. (27 éves)   | 44            | 0     | Lillestrøm SK          |
| 12   | K     | Guro Pettersen         | 1991. augusztus 22. (31 éves) | 7             | 0     | Vålerenga              |
| 23   | K     | Aurora Mikalsen        | 1996. március 21. (27 éves)   | 9             | 0     | Brann                  |
| 2    | V     | Anja Sønstevold        | 1992. június 21. (31 éves)    | 28            | 1     | Internazionale         |
| 3    | V     | Sara Hørte             | 2000. november 24. (22 éves)  | 4             | 1     | Rosenborg BK           |
| 4    | V     | Tuva Hansen            | 1997. augusztus 4. (25 éves)  | 27            | 1     | Bayern München         |
| 5    | V     | Guro Bergsvand         | 1994. március 3. (29 éves)    | 22            | 4     | Brighton & Hove Albion |
| 6    | V     | Maren Mjelde           | 1989. november 6. (33 éves)   | 165           | 20    | Chelsea                |
| 16   | V     | Mathilde Harviken      | 2001. december 29. (21 éves)  | 9             | 0     | Rosenborg BK           |
| 19   | V     | Marit Bratberg Lund    | 1997. november 7. (25 éves)   | 5             | 0     | Brann                  |
| 7    | KP    | Ingrid Syrstad Engen   | 1998. április 29. (25 éves)   | 59            | 6     | Barcelona              |
| 8    | KP    | Vilde Bøe Risa         | 1995. július 13. (28 éves)    | 60            | 2     | Manchester United      |
| 10   | KP    | Caroline Graham Hansen | 1995. február 18. (28 éves)   | 98            | 44    | Barcelona              |
| 11   | KP    | Guro Reiten            | 1994. július 26. (28 éves)    | 80            | 17    | Chelsea                |
| 13   | KP    | Thea Bjelde            | 2000. június 5. (23 éves)     | 7             | 0     | Vålerenga              |
| 15   | KP    | Amalie Eikeland        | 1995. augusztus 26. (27 éves) | 45            | 3     | Reading                |
| 18   | KP    | Frida Maanum           | 1999. július 16. (24 éves)    | 65            | 11    | Arsenal                |
| 20   | KP    | Emilie Haavi           | 1992. június 16. (31 éves)    | 97            | 16    | Roma                   |
| 9    | CS    | Karina Sævik           | 1996. március 24. (27 éves)   | 38            | 6     | Vålerenga              |
| 14   | CS    | Ada Hegerberg          | 1995. július 10. (28 éves)    | 76            | 43    | Olympique Lyon         |
| 17   | CS    | Julie Blakstad         | 2001. augusztus 27. (21 éves) | 29            | 3     | BK Häcken              |
| 21   | CS    | Anna Jøsendal          | 2001. április 29. (22 éves)   | 8             | 0     | Rosenborg BK           |
| 22   | CS    | Sophie Román Haug      | 1999. június 4. (24 éves)     | 8             | 5     | Roma                   |

| Szám | Poszt | Név                    | Születési dátum / Kor         | Válogatottság | Gólok | Klub                   |
| ---- | ----- | ---------------------- | ----------------------------- | ------------- | ----- | ---------------------- |
| 1    | K     | Cecilie Fiskerstrand   | 1996. március 20. (27 éves)   | 44            | 0     | Lillestrøm SK          |
| 12   | K     | Guro Pettersen         | 1991. augusztus 22. (31 éves) | 7             | 0     | Vålerenga              |
| 23   | K     | Aurora Mikalsen        | 1996. március 21. (27 éves)   | 9             | 0     | Brann                  |
| 2    | V     | Anja Sønstevold        | 1992. június 21. (31 éves)    | 28            | 1     | Internazionale         |
| 3    | V     | Sara Hørte             | 2000. november 24. (22 éves)  | 4             | 1     | Rosenborg BK           |
| 4    | V     | Tuva Hansen            | 1997. augusztus 4. (25 éves)  | 27            | 1     | Bayern München         |
| 5    | V     | Guro Bergsvand         | 1994. március 3. (29 éves)    | 22            | 4     | Brighton & Hove Albion |
| 6    | V     | Maren Mjelde           | 1989. november 6. (33 éves)   | 165           | 20    | Chelsea                |
| 16   | V     | Mathilde Harviken      | 2001. december 29. (21 éves)  | 9             | 0     | Rosenborg BK           |
| 19   | V     | Marit Bratberg Lund    | 1997. november 7. (25 éves)   | 5             | 0     | Brann                  |
| 7    | KP    | Ingrid Syrstad Engen   | 1998. április 29. (25 éves)   | 59            | 6     | Barcelona              |
| 8    | KP    | Vilde Bøe Risa         | 1995. július 13. (28 éves)    | 60            | 2     | Manchester United      |
| 10   | KP    | Caroline Graham Hansen | 1995. február 18. (28 éves)   | 98            | 44    | Barcelona              |
| 11   | KP    | Guro Reiten            | 1994. július 26. (28 éves)    | 80            | 17    | Chelsea                |
| 13   | KP    | Thea Bjelde            | 2000. június 5. (23 éves)     | 7             | 0     | Vålerenga              |
| 15   | KP    | Amalie Eikeland        | 1995. augusztus 26. (27 éves) | 45            | 3     | Reading                |
| 18   | KP    | Frida Maanum           | 1999. július 16. (24 éves)    | 65            | 11    | Arsenal                |
| 20   | KP    | Emilie Haavi           | 1992. június 16. (31 éves)    | 97            | 16    | Roma                   |
| 9    | CS    | Karina Sævik           | 1996. március 24. (27 éves)   | 38            | 6     | Vålerenga              |
| 14   | CS    | Ada Hegerberg          | 1995. július 10. (28 éves)    | 76            | 43    | Olympique Lyon         |
| 17   | CS    | Julie Blakstad         | 2001. augusztus 27. (21 éves) | 29            | 3     | BK Häcken              |
| 21   | CS    | Anna Jøsendal          | 2001. április 29. (22 éves)   | 8             | 0     | Rosenborg BK           |
| 22   | CS    | Sophie Román Haug      | 1999. június 4. (24 éves)     | 8             | 5     | Roma                   |